# József-hegyi 4. sz. barlang
A József-hegyi 4. sz. barlang a Duna–Ipoly Nemzeti Parkban lévő Budai-hegységben, Budapest II. kerületében található egyik barlang.

## Leírás
A József-hegyen, a Józsefhegyi úton helyezkedik el a barlang függőleges tengelyirányú, kiépített és vaslemezajtóval lezárt bejárata.
A barlang a József-hegyi-barlang, valamint a József-hegyi 2–3. sz. barlang és a Molnár János-barlang között húzódik.
2009-ben volt először József-hegyi 4. sz. barlangnak nevezve a barlang az irodalmában. Előfordul a barlang az irodalmában József-hegyi 4. számú barlang (Adamkó, Leél-Őssy 2011), József-hegyi/IV. sz. barlang (Adamkó, Leél-Őssy 2009) és Kádár-barlang (Adamkó, Leél-Őssy 2011) neveken is.

## Kutatástörténet
A Rózsadombi Kinizsi Barlangkutató és Hegymászó Sportegyesület 2009. évi jelentése szerint 2008. november 13-án a Budapest II. kerületében lévő Józsefhegyi út 11. szám előtt víznyomóvezeték csere miatt az úttesten előbukkant egy addig ismeretlen, különösen nagy, 2 m magas és 4×1,5 m-es gömbfülke, amelyből intenzíven áramlott ki a meleg levegő. Az egyesület megtisztította a gömbfülkéből a lejtő felé (K-re) tartó hasadékot. 4 m után kettévált a járat.
Az egyik ág továbbra is K felé vezetett enyhén lejtve. Kb. 7 m hosszan bontották ki az egyesület tagjai ezt az ágat. A másik ág oldott gömbfülke sora DK felé fordult, és az úttest alatt 7 m-rel egy K–Ny-i irányú, majdnem 1 m széles kovás zónába vezetett. Ebben, a sziklafal mellett még majdnem 2 m-t lefelé haladtak a tagok, de a bontás innentől nem volt ígéretes, mert alig volt légcsere.
1 m-nél kisebb belméret jellemző mindkét ágra. Ennél csak egy-két gömbfülke tágabb. A barlangban néhány helyen borsókövet láttak. A gömbfülkétől 2 m-re ÉK-re, a csőfektető árokban fedezték fel a törmelék eltakarításakor az Ágyúcső nevű barlangrészt, amely oldott oldalú hévforráscső. Egészen el volt tömődve agyaggal és törmelékkel a 0,8–1,0 m átmérőjű járat. Előkerültek belőle látványos, 4–5 cm vastag, karfiolhoz hasonló fehér kalcitkéreg darabok. A járat majdnem függőleges lett kb. 3 m mélyen, egy tág gömbfülkében. Télen a bejárat ÉNy-i oldala nagyon jegesedett. Ígéretesnek tűnt bontani ezt a barlangrészt. Kovács Richárd 2009. november 24-én felmérte a barlangot, majd a felmérés adatainak felhasználásával megszerkesztette a barlang alaprajz térképét és 2 hossz-szelvény térképét. A barlang a felmérés szerint 31 m hosszú és 8,5 m mély.
Az egyesület 2011. évi jelentésében az olvasható, hogy a Józsefhegyi út 11–13. szám előtti útrészen helyezkedik el. A barlangot gázvezeték fektetés közben fedezték fel a tagok 2009 októberében. Első vizsgálata után a barlang több mint fél évig nyitva volt, ezért az első terem mennyezete-oldalfala átfagyott és életveszélyesen omlékony lett. Nagyméretű víz főnyomócső lett átvezetve a barlang Duna felőli járatai felett, ezért a barlang instabil lett. A barlang kutatási engedélye a Duna–Ipoly Nemzeti Park Igazgatóság javaslatára vissza lett tartva és nem kapta meg az egyesület. A barlangbejáratot lezárták, valamint a bejárati omlékony részt betonnal feltöltötték, megerősítették, biztosították. 2011 februárjában kezdte el az egyesület nagy erőkkel kutatni a barlangot és kb. 50 m³ márgás, agyagos, kaolinos törmeléket vittek felszínre.
Bár aránylag messze van a Molnár János-barlangtól, az egyesület bízott abban, hogy a két barlang között feltáratlan járatokba lehet bejutni. Egy 1984-es, az egyesület által telepített közeli fúrás alapján a márga néhány 10 m vastag itt, így valószínűleg mélyebbre kell ásni új járatok felfedezéséhez. A tagok két végponton kutattak: részben közvetlenül a bejárat alatti hévízfeltörés aknáját tisztították, részben a gömbfülkesor alján, a járda alatt mélyítették a barlangot. Mindkét bontási ponton kb. 15 m mélyre jutottak.

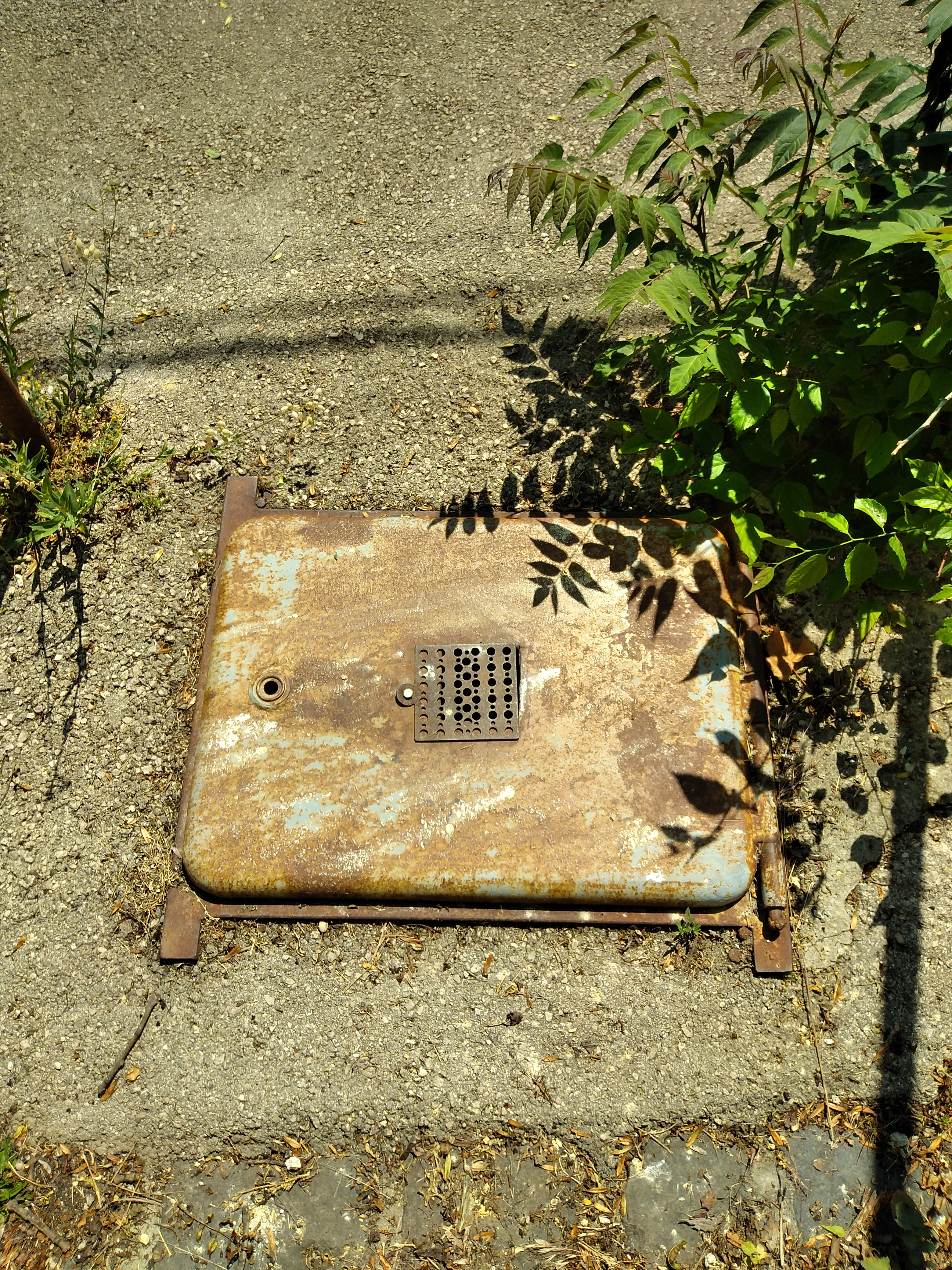
A barlang bejárata

Adamkó Péter 2011. október 19-én megszerkesztette a József-hegyi 4. sz. barlang (Kádár-barlang) alaprajz térképét, amely 1:53 méretarányban mutatja be a barlangot. A térképlapon jelölve van az É-i irány. Groma Klára 2011. évi kézirata szerint a Budapest II. kerületében lévő, 15153 helyrajzi számú területen elhelyezkedő és 4762-77 kataszteri számú József-hegyi 4. sz. barlang 31 m hosszú, 8,5 m függőleges kiterjedésű és 8,5 m mély. Az egyesület 2012. évi jelentésében látható egy helyszínrajz, amelyen megfigyelhető a József-hegyi 4. sz. barlang és a közeli barlangok elhelyezkedése.
A 2018. évi Földtani Közlönyben kiadott tanulmányban lévő, a Rózsadombon és környékén 1995 óta felfedezett barlangokat felsoroló táblázatban, amely az Országos Barlangnyilvántartás 2017. évi adatai alapján lett összeállítva, az látható, hogy a 2009-ben felfedezett és 4762-77 kataszteri számú József-hegyi 4. sz. barlang 31 m hosszú és 8,5 m függőleges kiterjedésű. A tanulmányban található barlangismertetésben az van írva, hogy a Józsefhegyi úton 2009 telén víz nyomóvezetéket fektettek. A meszes budai márgában lévő árokban, 1,5 m mélyen megnyílt egy 2,5 m átmérőjű gömbfülke, amelynek alján sok törmelék volt. Az omladékot eltávolítva Adamkó Péter, Leél-Őssy Szabolcs, Leél-Őssy Csaba, Leél-Őssy Zsolt és ifj. Adamkó Péter bejutottak egy lejtős folyosóba. A gödör DK-i oldalán egy másik, nagyméretű zárógömbfülke nyílt fel, amely alatt egy majdnem 2 m átmérőjű, egészen kitöltött hévforráscső indul le.
Alig 3–4 m-es mélységben keresztezi a Józsefhegyi utat, és ott kettéválik az először megbontott lejtős folyosó. Az egyik ág majdnem függőlegesen lefelé vezet látványos oldásformák között. Ez ki lett bontva 12 m-es mélységig, de agyagos-bentonitos kitöltésben vész el a járat, barlangi huzat nincs. Sajnos, több mint egy évig nyitott volt a kutatógödör, a lejtős Józsefhegyi út pedig a csapadékot egyenesen ide vezette. A barlang majdnem víznyelőként viselkedett és megint nagyon feltöltődött az akna a behordott sok törmelékkel. Elveszett a bentonitos kitöltésben a hévforráscső vége, a másik bontási pont is.
Teljes szelvényben kibontva a járatot itt is 8 m mélyre jutottak le, de itt sincs barlangi huzat. A kiáramló meleg levegő miatt telenként nagyon jegesedett a gödör amíg nyitva volt, de később kibetonozták és vasbeton födémmel látták el. Tehát huzatoló végpontnak is kellett lennie valahol. Ez a mélybe vezető akna elágazásától néhány m-rel messzebb, a felszín alatt csak 5–6 m-re lévő végponton lett felfedezve meglepő módon.
Itt telenként 18 °C-os levegő jön elő érezhető mozgással, és a mélybe vezető kapcsolatra a József-hegyi-barlangénál egy nagyságrenddel magasabb szén-dioxid tartalom mutat Stieber József mérései alapján. Földrajzi fekvése is mutatja, hogy ez a bontáspont lehet a kulcsa a Molnár János-barlang, és a József-hegy tetején már felfedezett járatrendszer közötti, gyanított barlang megtalálásának. A felszínre kihordtak már több mint 80 m³ agyagot, és folytatódnak a kutatások.
A 2019. július 30-án Leél-Őssy Szabolcs által írt kutatási zárójelentés szerint 2019. március 15-én megpróbáltak lemenni a barlangba Leél-Őssy Szabolcs, Pelikán Pál és Leél-Őssy Zsolt előkészíteni az ott végzendő munkákat, de nem sikerült kinyitni (azóta sem) a barlangajtót, pedig készen állt a bontócsapat a folyamatos munkára.